# 馬人望
马人望（?—?），辽朝官员，字俨叔，高祖父马胤卿仕后晋，辽太宗灭晋，迁其家族于医巫闾山。他的父亲是中京文思使马诠。
马人望小时候聪敏颖悟，幼年丧父，长大後，以才学著称。辽道宗咸雍年间，中进士第，为松山县令。转任涿州新城县，治道平和，颇为吏民所敬重。他善於理财，曾官至中京度支司盐铁判官、南京三司度支判官。他奉命检括户口，以缣帛为通历，只要库物出入，都让它们别籍，名为临库，有效地制止了钱粟出纳之弊，公私兼利。任警巡使。天祚帝即位，为报父亲耶律濬之仇，选马人望及萧报恩究治耶律乙辛之案。马人望平心以处，在他手下得以活命的人很多。改任上京副留守。当时赵钟哥进犯宫阙，劫夺宫女、御物。马人望率众捕拿，右臂中箭，依然极力追赶。后任中京度支使。半年之内，积粟十五万斛，钱二十万缗。转任枢密直学士。後拜参知政事，判南京三司使事。当时役法苛重，有驿递、马牛、旗鼓、乡正、厅奴、仓司等名目，民不堪命。他认为，若搜括尽民产，他日必然滋长厚敛的弊端。马人望使民出钱，创募役之法，时以为便。又进为南院枢密使。以守司徒兼侍中致仕。他所推荐的人，多为名臣。有操守，没有附势求进。初为执政，家人庆贺，马人望说：“得勿喜，失勿忧，抗之甚高，挤之必酷”。死后谥文献。